# 美国钢铁公司
美国钢铁公司（英語：United States Steel Corporation，通常簡稱為：U.S. Steel）是在1901年由安德鲁·卡内基创办的公司，总资产達14亿美元，為美国第一个“10亿美元公司”。美國鋼鐵公司是由11个钢铁公司合并而成的纵向型托拉斯，不但控制钢铁厂，同時涉足铁矿公司、轮船公司和铁路公司。
美国钢铁公司的前身是成立于1864年的卡内基钢铁公司。該公司是从19世纪中叶美国实行关税壁垒之后才强盛起来的。在1913年美國政府完全取消对美国钢铁工业的关税保护之前，大部分美国钢铁工业靠关税壁垒在同英国的自由贸易的竞争中取得盈利。
卡内基钢铁公司通过白手起家建立成一个生产钢铁的大型钢铁联合企业而获得优势，且数十年保持世界最大钢铁厂的地位。
美国钢铁公司在国内拥有数十家子公司，还拥有30多条散装货船负责运输。在国外的子公司和联营公司设在加拿大、英国、意大利、德国、西班牙、法国、日本、印度、尼日利亚、巴西等国。
美国钢铁公司生产的范围很广，包括铁矿砂、煤、白云石和其他有色金属的开采，各种钢管 、钢板 、钢轨的制造，化工产品，石油钻探和采油设备。該公司也在坦克车身、重炮等武器制造方面占有重要地位，还参与建筑、造船等业务。

## 被日本制铁收购
2023年12月18日，日本制铁宣布将以约141亿美元（约2万亿日元）的价格收购美国钢铁公司。。美国竞争对手克利夫兰-克利夫斯公司也参与竞标，但出价被击败。 2024年4月12日，美国钢铁公司召开临时股东大会，日铁提出的收购计划获得多数股东批准。
然而，美国钢铁工人联合会（USW）反对此次收购。美国第46任总统乔·拜登（民主党）也表态反对日铁收购美钢，竞选2024年总统的副总统卡马拉·哈里斯（民主党）和前总统唐纳德·特朗普（共和党）也表态反对日铁收购美钢。2025年1月3日，拜登总统正式阻止日铁收购计划。 对此，日铁向美国联邦法院提起诉讼，质疑禁止收购美国钢铁公司的命令。
2025年2月7日，日本首相石破茂访美会见特朗普，双方在会谈后表示日铁将会“投资”而不是收购美钢。2025年5月23日，川普表態有意批准日本製鐵收購美國鋼鐵公司的計畫；而日本製鐵則規劃以每股55美元收購美國鋼鐵，其總部也將維持在現今的匹茲堡。
2025年6月13日，特朗普正式批准日铁以149亿美元的价钱收购美国钢铁公司，而上述兩家公司也跟美國簽署國家安全協議。美国政府持有美钢的“黄金股”，拥有公司重要事务的否决权。2025年6月18日，日铁宣布完成对美钢的收购。

## 外部連結
- 官方网站
- 收购计划官方网站
- United Steelworkers
- Yahoo!—United States Steel Corporation Company Profile （页面存档备份，存于）
- Documentary Photographs of U.S. Steel from the 1940s and 1950s （页面存档备份，存于）
- Historic American Engineering Record (HAER) No. PA-49, "U.S. Steel Corporation, Clairton Works"
- HAER No. PA-49-A, "U.S. Steel Corporation, Clairton Works, Blast Furnace Blowing Engine Building"
- HAER No. PA-49-B, "U.S. Steel Corporation, Clairton Works, 14-Inch Mill Engines No. 1 & No. 2"
- HAER No. PA-49-C, "U.S. Steel Corporation, Clairton Works, 22-Inch Mill Engine"
- HAER No. PA-115, "U.S. Steel Duquesne Works"
- HAER No. PA-115-A, "U.S. Steel Duquesne Works, Blast Furnace Plant"
- HAER No. PA-115-B, "U.S. Steel Duquesne Works, Basic Oxygen Steelmaking Plant"
- HAER No. PA-115-C, "U.S. Steel Duquesne Works, Electric Furnace Steelmaking Plant"
- HAER No. PA-115-D, "U.S. Steel Duquesne Works, Primary Mill"
- HAER No. PA-115-E, "U.S. Steel Duquesne Works, Fuel & Utilities Plant"
- HAER No. PA-115-F, "U.S. Steel Duquesne Works, Auxiliary Buildings & Shops"
- HAER No. PA-115-G, "U.S. Steel Duquesne Works, 22-Inch Bar Mill"
- HAER No. PA-115-H, "U.S. Steel Duquesne Works, Heat Treatment Plant"
- U.S. Steel Gary Works Photograph Collection, 1906-1971 （页面存档备份，存于）
- U.S. Steel Movie clip of the Contemporary Resort Construction, compliments of BigFloridaCountry.com （页面存档备份，存于）
- BigFloridaCountry （页面存档备份，存于）
- The "World's Largest Plate Mill," formerly a part of U.S. Steel-Gary Works （页面存档备份，存于）
- River Rouge Class Action Litigation Update
- History of the United States Steel Corporation, 1873-2011 （页面存档备份，存于）
- Guide to United States Steel Corporation. Training manuals. 5342. Kheel Center for Labor-Management Documentation and Archives, Martin P. Catherwood Library, Cornell University. （页面存档备份，存于）